# Miklósvár
Miklósvár (románul Micloșoara) falu Romániában, Erdélyben, Kovászna megyében. Az Erdővidék déli részét magában foglaló egykori Miklósvár fiúszék névadó települése és központja.

## Fekvése
Sepsiszentgyörgytől 23 km-re északnyugatra, a Baróti-hegység nyugati lábánál, az Olt jobb partján fekszik. Közigazgatásilag Baróthoz tartozik.

## Nevének eredete
Nevét onnan kapta, hogy itt 1211-ben egy Szent Miklós tiszteletére szentelt vártemplom állt.

## Története
1211-ben Castrum Sanct Nicolai néven említik először. A falutól északkeletre a Várpatak és a Szépvízpatak közötti hegycsúcson állt egykor Tortyogóvár, ma csak kevés nyoma van. A vár a magyar határvédelmi rendszer része lehetett. Vártemplomát 1211-ben említik, Szent Miklósnak volt szentelve és feltehetően a mai templommal egy magasságban emelkedő kis dombháton állt, ahonnan lőréses fal és sáncok maradványai kerültek elő.
Ez volt az egykori Miklósvárszék központja. 1404-ben már nem említik, valószínűleg ekkorra már elpusztult.
A falu a tatárjárás előtt nem a mai helyen, hanem feljebb, patakjának bal partján a Székátalja nevű helyen települt. Régi temploma is a tatárjárás után épülhetett és 1771-ig állt fenn, ekkor rossz állaga miatt lebontották és 1771 és 1775 között a mai római katolikus templomot építették fel. A reformáció idején a lakosság is az új hitre tért, 1717-ben azonban Kálnoky Ádám visszatérítette őket, a falu református lelkészét elűzték. 1910-ben 697 lakosa volt. A trianoni békeszerződésig Háromszék vármegye Miklósvári járásához tartozott.
1992-ben 541 lakosából 530 magyar, 9 román és 2 német volt. A 2002-es népszámláláskor 512 lakosa közül 509 fő (99,4%) magyar, 2 (0,4%) román, 1 (0,2%) ismeretlen nemzetiségű volt. A 2011-es nepszámláláskor 442 lakosa közül 428 magyar és 3 román és egy német volt, 10-en nem nyilatkoztak.

## Látnivalók
- A faluban a Kálnokyaknak van kastélyuk, valószínűleg a 17. században épült, majd 1780-ban és 1830-ban klasszicista stílusban átalakították. Itt született a Kálnoky család több neves tagja.
- A Kálnokiak kastélya ,
- A Kálnoki kastély a Youtubeon

## Híres emberek
- Itt született 1879. február 17-én Gáll Imre tanító és méhész, méhészeti szakíró.
- Itt született 1904. szeptember 21-én Buzás Gerő katolikus pap, író.
- Itt halt meg 1798-ban Kálnoky József jeles katona.